# Dasymys
Dasymys is een geslacht van knaagdieren uit de muizen en ratten van de Oude Wereld dat voorkomt in grote delen van Afrika ten zuiden van de Sahara. Het is nog niet duidelijk waar dit geslacht aan verwant is. Genetische analyses geven aan dat Dasymys deel is van de grote "Arvicanthis-cluster" die de meeste Afrikaanse Murinae omvat. Binnen die groep geven veel, maar niet alle, analyses een verwantschap met Hybomys aan. De oudste fossielen van dit geslacht, die meerdere soorten vertegenwoordigen, stammen uit het Vroeg-Pleistoceen van Zuid-Afrika en het Pleistoceen van Namibië.

## Leefwijze en kenmerken
Deze dieren leven vooral in nattere, met gras bedekte gebieden en moerassen, vooral op grotere hoogte. Deze ratten zien er robuust en ruig uit; ze hebben een wat afgeplat gezicht en ronde, roze oren. De kop-romplengte bedraagt 12 tot 19 cm, de staartlengte 10 tot 18 cm en het gewicht 80 tot 165 gram.

## Indeling

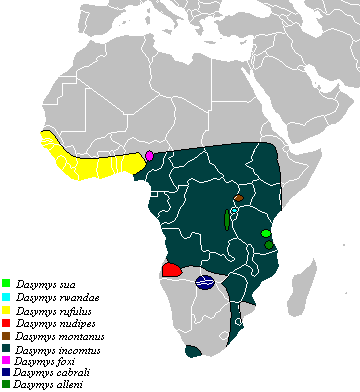
Soorten van Dasymys naar Verheyen et al. (2003) en Musser & Carleton (2005).

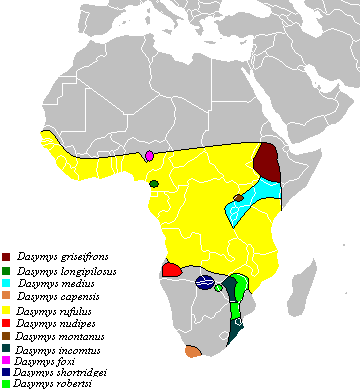
Soorten van Dasymys naar Mullin et al. (2004).

De indeling van Dasymys heeft een aantal keren ingrijpende veranderingen ondergaan. Voor 1940 zijn er 18 vormen beschreven, vaak als aparte soorten, maar die werden toen in één of twee soorten bijeengebracht. In de jaren 50 en 60 van de 20e eeuw werden nog drie vormen beschreven, maar niet meer als aparte soorten. Van 1974 tot 1991 werd Dasymys beschouwd als een geslacht met slechts één soort, D. incomtus. In 1991 verscheen er echter een artikel van Carleton en Martinez waarin de West-Afrikaanse Dasymys-populaties werden bestudeerd. Zij concludeerden dat er twee Dasymys-soorten in West-Afrika waren (D. rufulus in vrijwel geheel West-Afrika en D. foxi op een geïsoleerd plateau in Nigeria) en dat D. incomtus er niet voorkwam. In 1993 werden er vijf soorten erkend in de tweede editie van het gezaghebbende Mammal Species of the World: D. rufulus, D. foxi, D. montanus uit de Ruwenzori, D. nudipes uit Angola en D. incomtus, die nog steeds in zeer grote delen van Afrika voorkwam. Daarna bleef het enkele jaren rustig, maar in 2003 verscheen een artikel van de Belgische biologen Walter Verheyen, Jan Hulselmans, Theo Dierckx, Marc Colyn, Herwig Leirs en Erik Verheyen waarin op basis van morfometrische methodes (statistische analyse van schedelmaten) en genetische gegevens de taxonomie van het geslacht opnieuw werd bekeken. Ze bevestigden het bestaan van alle soorten van 1993 behalve D. montanus, die volgens hen niet van D. incomtus verschilde. Wel identificeerden ze D. alleni Lawrence & Loveridge, 1953 uit de bergen van Zuidwest-Tanzania en Zuidoost-Congo-Kinshasa als een aparte soort. Daarnaast beschreven ze drie nieuwe soorten: D. cabrali uit de regio Okavango van Noordoost-Namibië, D. sua uit Oost-Tanzania, en D. rwandae uit Rwanda. Op basis van hun genetische gegevens konden ze ook D. bentleyae, die in delen van Centraal-Afrika zou voorkomen, als een aparte soort erkennen. Ze suggereerden dat er misschien meerdere soorten waren binnen D. rufulus in West-Afrika, maar waren daar niet zeker van. In de derde editie van Mammal Species of the World, die in 2005 verscheen, werd in het hoofdstuk over Muroidea van de Amerikaanse biologen Guy Musser en Michael Carleton deze classificatie grotendeels gevolgd, maar D. montanus werd toch weer als een aparte soort erkend, omdat hun studie van de exemplaren uit de Ruwenzori aantoonde dat D. montanus en D. incomtus samen voorkomen op 2600 m hoogte en in een aantal kenmerken van elkaar verschillen. Ze erkenden D. bentleyae niet, maar bleven die soort als een vorm van D. incomtus beschouwen. Ze geloofden dat er (behalve D. foxi) maar één Dasymys-soort was in West-Afrika, omdat de resultaten van Carleton en Martinez uit 1991 duidelijk één soort te zien gaven. In 2004 werd echter nog een morfometrische analyse van het geslacht gepubliceerd, op basis van de dissertatie (uit 2003) van de Zuid-Afrikaanse biologe Sarah Mullin. Dit artikel werd geschreven door Mullin, Peter Taylor en Neville Pillay. Dit artikel erkende ook de vijf soorten van 1993, maar daarnaast werden vier voormalige ondersoorten van D. incomtus (D. griseifrons uit Ethiopië, D. medius uit de bergen van Oost-Afrika, D. longipilosus uit Mount Cameroon en D. capensis uit West-Kaap in Zuid-Afrika) als aparte soorten erkend. Ze beschreven ook nog twee nieuwe soorten: D. shortridgei uit het Okavango-gebied en D. robertsii uit Oost-Botswana, Zimbabwe en het noordoosten van Zuid-Afrika. Een van hun meest verrassende conclusies was dat de meeste Midden- en Oost-Afrikaanse populaties van Dasymys in feite tot D. rufulus behoorden; in hun classificatie komt D. incomtus alleen nog voor in het zuidoosten van Zuid-Afrika en in delen van Zimbabwe.
Deze twee classificaties, die onafhankelijk van elkaar zijn gepubliceerd (Musser en Carleton kenden het artikel van Mullin et al. ook niet) zijn geen van beide algemeen geaccepteerd, al was het maar omdat slechts weinig wetenschappers na (of voor) 2003 over Dasymys hebben gepubliceerd. Hier worden beide classificaties zo veel mogelijk naast elkaar gebruikt; zie de artikelen over de verschillende soorten voor gedetailleerdere informatie over de verspreiding en taxonomische status van de verschillende vormen. De volgende soorten worden in ten minste een van beide classificaties erkend: Dasymys alleni, Dasymys cabrali, Dasymys capensis, Dasymys foxi, Dasymys griseifrons, Dasymys incomtus, Dasymys longipilosus, Dasymys medius, Dasymys montanus, Dasymys nudipes, Dasymys robertsii, Dasymys rufulus, Dasymys rwandae, Dasymys shortridgei en Dasymys sua. D. cabrali Verheyen et al., 2003 en D. shortridgei Mullin et al., 2004 hebben dezelfde typelocatie en de holotypes zijn allebei in juni 1929 gevangen (de een op 26, de ander op 28 juni), zodat ze vrijwel zeker dezelfde soort zijn. D. bentleyae wordt in sommige delen van het artikel van Verheyen et al. als aparte soort erkend, maar in andere delen van dat artikel en in Musser & Carleton en Mullin et al. niet.
In een phenogram gebaseerd op hun morfometrische gegevens gaven Verheyen et al. de volgende verwantschappen aan (tussen haakjes staan de populaties waarop de gegevens gebaseerd zijn):
```
     |-- 
Dasymys nudipes
 (Huila, Angola)
  |--|
  |  |-- 
Dasymys rwandae
 (Virunga, Rwanda)
--|
  |      |-- 
Dasymys rufulus
 (Mopoyem, Ivoorkust)
  |  |---|
  |  |   |-- 
Dasymys sua
 (Dakawa, Tanzania)
  |--|  |-- 
Dasymys cabrali
 (Okavango, Namibië)
     |--|  |-- 
Dasymys alleni
 (Tshibati, Congo-Kinshasa)
        |--|  |-- 
Dasymys foxi
 (Pulima, Ghana en Panyam, Nigeria)
           |--|
              |-- 
Dasymys incomtus
 (zie hieronder voor locaties)
```

D. incomtus is verdeeld in drie groepen: bentleyae met Lamto, Ivoorkust, Garamba, Congo-Kinshasa, Kasungu, Zambia-Malawi-Mozambique, en Kinshasa, Congo-Kinshasa; medius met Ruwenzori, Congo-Kinshasa; incomtus met Kaffa, Ethiopië, Kaimosi, Kenia, Lubumbashi, Zambia, Balovale, Zambia, Chitau, Angola, en Harare, Zimbabwe-Mozambique.
Genetische gegevens leverden de volgende boom op:
```
  |-- 
Dasymys rufulus

--|  |-- 
Dasymys bentleyae

  |--|  |-- 
Dasymys incomtus
 (Zuid-Afrika)
     |--|  |-- 
Dasymys sua

        |--|  |-- 
Dasymys rwandae

           |--|  |-- 
Dasymys alleni

              |--|
                 |-- 
Dasymys medius
```

Mullin et al. gaven het volgende phenogram:
```
  |-- 
Dasymys longipilosus

--|  |-- 
Dasymys nudipes

  |--|  |-- 
Dasymys montanus

     |--|  |-- 
Dasymys shortridgei

        |--|     |-- 
Dasymys capensis

           |  |--|
           |  |  |-- 
Dasymys incomtus

           |--|
              |  |-- 
Dasymys griseifrons

              |--|     |-- 
Dasymys robertsii

                 |  |--|
                 |  |  |-- 
Dasymys foxi

                 |--|
                    |  |-- Midden- en Oost-Afrikaanse populaties
                    |--|
                       |-- 
Dasymys rufulus
```

## Soorten
Er zijn veertien soorten:
- Dasymys alleni B. Lawrence & Loveridge, 1953
- Dasymys cabrali W. N. Verheyen, J. L. J. Hulselmans, Dierckx, Colyn, Leirs, & E. Verheyen, 2003
- Dasymys capensis A. Roberts, 1936
- Dasymys foxi O. Thomas, 1912
- Dasymys griseifrons Osgood, 1936
- Dasymys incomtus (Sundevall, 1847)
- Dasymys longipilosus Eisentraut, 1963
- Dasymys medius O. Thomas, 1906
- Dasymys montanus O. Thomas, 1906
- Dasymys nudipes (W. C. H. Peters, 1870)
- Dasymys robertsii S. K. Mullin, P. J. Taylor, & Pillay, 2004
- Dasymys rufulus G. S. Miller, 1900
- Dasymys rwandae W. N. Verheyen, J. L. J. Hulselmans, Dierckx, Colyn, Leirs, & E. Verheyen, 2003
- Dasymys sua W. N. Verheyen, J. L. J. Hulselmans, Dierckx, Colyn, Leirs, & E. Verheyen, 2003

Abditomys · 
Abeomelomys · 
Aethomys · 
Anisomys · 
Anonymomys · 
Apodemus · 
Apomys · 
Archboldomys · 
Arvicanthis · 
Baiyankamys · 
Baletemys · 
Bandicota · 
Batomys · 
Berylmys · 
Brassomys · 
Bullimus · 
Bunomys · 
Canariomys · 
Carpomys · 
Chingawaemys · 
Chiromyscus · 
Chiropodomys · 
Chiruromys · 
Chrotomys · 
Coccymys · 
Colomys · 
Congomys · 
Conilurus · 
Coryphomys · 
Crateromys · 
Cremnomys · 
Crossomys · 
Crunomys · 
Dacnomys · 
Dasymys · 
Dephomys · 
Desmomys · 
Diomys · 
Diplothrix · 
Echiothrix · 
Eropeplus · 
Frateromys · 
Golunda · 
Gracilimus · 
Grammomys · 
Hadromys · 
Haeromys · 
Halmaheramys · 
Hapalomys · 
Heimyscus · 
Hybomys · 
Hydromys · 
Hylomyscus · 
Hyomys · 
Hyorhinomys · 
Kadarsanomys · 
Komodomys · 
Lamottemys · 
Leggadina · 
Lemniscomys · 
Lenomys · 
Lenothrix · 
Leopoldamys · 
Leporillus · 
Leptomys · 
Limnomys · 
Lorentzimys · 
Macruromys · 
Madromys ·
Malacomys · 
Mallomys · 
Malpaisomys · 
Mammelomys · 
Margaretamys · 
Mastacomys · 
Mastomys · 
Maxomys · 
Melasmothrix · 
Melomys · 
Mesembriomys ·
Micaelamys · 
Microhydromys · 
Micromys · 
Millardia · 
Mirzamys · 
Montemys · 
Mus · 
Musseromys · 
Mylomys · 
Myomyscus · 
Nesokia · 
Nilopegamys · 
Niviventer · 
Notomys · 
Ochromyscus · 
Oenomys ·
Otomys · 
Palawanomys · 
Papagomys · 
Parahydromys · 
Paraleptomys · 
Paramelomys · 
Parotomys · 
Paucidentomys · 
Paulamys · 
Pelomys · 
Phloeomys · 
Pithecheir · 
Pithecheirops · 
Pogonomelomys · 
Pogonomys · 
Praomys · 
Protochromys · 
Pseudohydromys · 
Pseudomys · 
Rattus · 
Rhabdomys · 
Rhynchomys · 
Saxatilomys ·
Serengetimys ·
Solomys · 
Sommeromys · 
Soricomys · 
Spelaeomys · 
Srilankamys · 
Stenocephalemys · 
Stochomys · 
Sundamys · 
Taeromys · 
Tarsomys · 
Tateomys · 
Thallomys · 
Thamnomys · 
Tokudaia · 
Tonkinomys ·
Tryphomys · 
Typomys · 
Uromys · 
Vandeleuria · 
Vernaya · 
Xenuromys · 
Xeromys · 
Zelotomys · 
Zyzomys